# NVI F.K.31

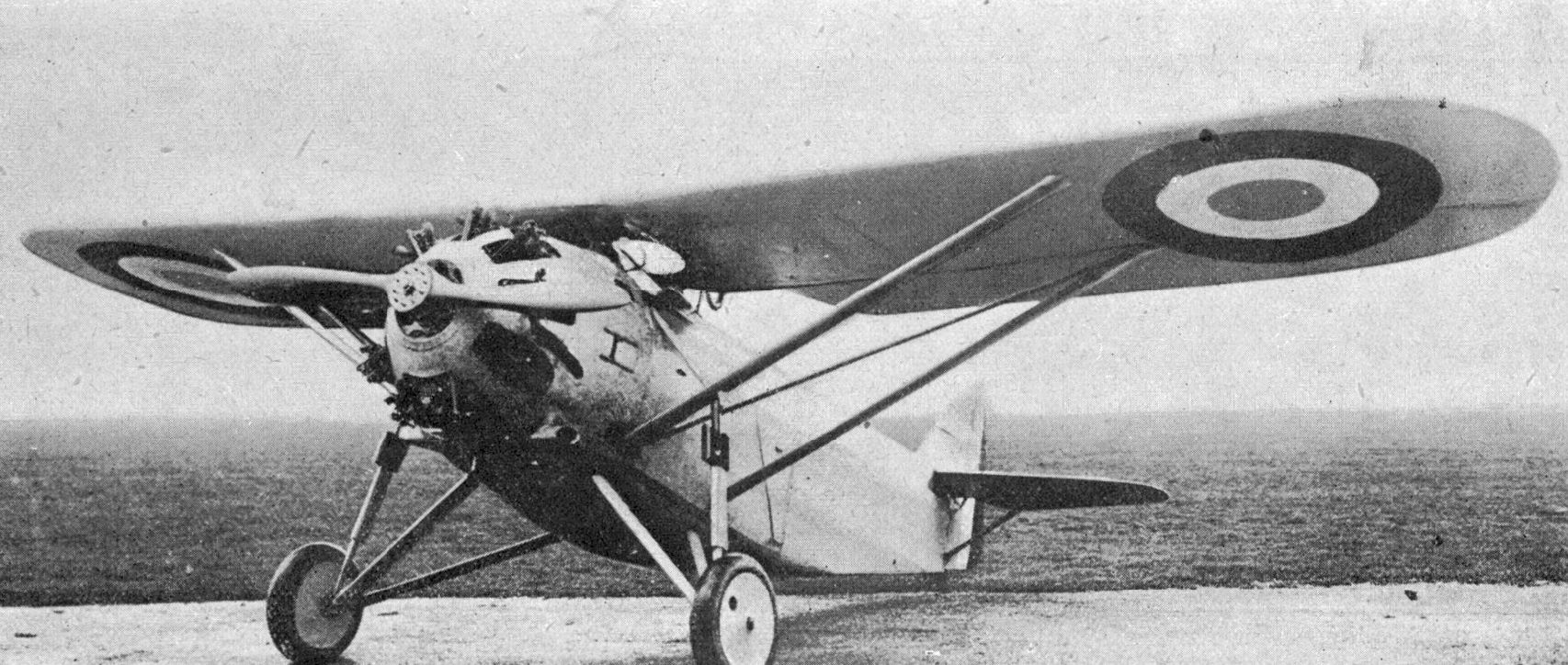
De Monge M.101 C2 (NVI F.K.31) L'Aéronautique januari,1926

De NVI F.K.31 was een hoogdekker verkenner en jachtvliegtuig gebouwd door de Nationale Vliegtuig Industrie. De tweezitter, ontworpen door Frits Koolhoven, maakte zijn eerste vlucht in juni 1923.
Het prototype van de NVI F.K.31 werd met enthousiasme begroet op de Paris Air Salon in 1922. Helaas ontstonden tijdens de productiefase veel problemen. De vliegeigenschappen van het eerste exemplaar vielen tegen en er moest een tweede flink aangepast prototype worden gebouwd. De malaise bij de fabricage van de F.K.31 droeg mede bij aan de uiteindelijke neergang van de NV Nationale Vliegtuig Industrie.
In Frankrijk werd de F.K.31 verder ontwikkeld door Buscaylet- De Monge, die het in licentie wilde gaan bouwen. Dit resulteerde in de Monge M.101 C2 uitgerust met een Gnome & Rhône 9Ac stermotor. Van deze Franse variant is slechts één exemplaar gebouwd.
De Finse luchtmacht heeft twaalf exemplaren in dienst gehad. Deze werden gekocht terwijl de ontwikkeling nog gaande was. De Finse piloten waren ontevreden over het vliegtuig en hebben er gemiddeld per F.K.31 slechts zes uur mee gevlogen.
De ML-KNIL heeft vanaf 1926 vier exemplaren in bezit gehad. Voornamelijk om ervaring op te doen met luchtgekoelde motoren.

## Specificaties
- Type: NVI F.K.31
- Fabriek: Nationale Vliegtuig Industrie
- Rol: Verkenner en Jager
- Bemanning: 2 (piloot en waarnemer)
- Lengte: 7,80 m
- Spanwijdte: 13,70 m
- Leeggewicht: 1040 kg
- Maximum gewicht: 1800 kg
- Motor: 1 × Bristol Jupiter IV negencilinder luchtgekoelde stermotor, 310 kW (420 pk)
- Propeller: Tweeblads
- Eerste vlucht: 1923
- Uit dienst: 1927
- Aantal gebouwd: 17

Prestaties
- Maximumsnelheid: 255 km/u (op 4000 m)
- Plafond: 7500 m
- Maximum vluchtduur: 6 uur

Bewapening
- Geschut: 2 x voorwaarts vurend machinegeweer. 1 x bewegend in achterste cockpit